# ESET Smart Security
ESET Smart Security är ett säkerhetspaket  från den slovakiska antivirustillverkaren ESET. Programmets antivirus- och antispionprogram som bygger på antivirusmotorn NOD32 Antivirus, känd för avancerad heuristisk analys och låga systemkrav. Övriga funktioner är bland annat brandvägg, nätfiskeskydd, föräldrakontroll (innehållsfilter), skräppostfilter och stöldskydd.  
Med ESET Smart Security version 7 (2013) lanserades de nya funktionerna Exploit Blocker, Avancerad minnesskanner och Sårbarhetssköld. Exploit Blocker stoppar försök att utnyttja sårbarheter i en rad program som ofta utnyttjas av cyberbrottslingar, exempelvis webbläsare, pdf-läsare och kontorsprogram. Funktionen Avancerad minnesskanner hittar hårt krypterade hot genom att söka direkt i minnet efter misstänkt beteende som är typiskt för exploits. Sårbarhetsskölden är en utbyggnad av brandväggen och letar efter sårbarheter i en rad ofta använda nätverksprotokoll.  